# Sartana
Sartana is de naam van een personage uit in een aantal spaghettiwesterns, gespeeld door Gianni Garko en later door George Hilton.
Vanwege zijn slimme trucs om zijn tegenstanders uit te schakelen en om zijn gadgets, wordt hij de "James Bond van het westen" genoemd. 
Hij komt in vijf films voor: 
- If You Meet Sartana... Pray For Your Death (1968) Gianni Garko speelt Sartana. Deze film werd geregisseerd door de Italiaanse regisseur Gianfranco Parolini, die James Bondfan was, en besloot om een spaghettiwesternkarakter te maken.
- I Am Sartana, Your Angel Of Death (1969) Gianni Garko speelt Sartana. Geregisseerd door Antony Ascott, die deze films voortaan regisseerde.
- Have A Good Funeral My Friend... Sartana Will Pay (1970) Gianni Garko speelt Sartana. Dit keer draagt hij een snor in plaats van stoppels.
- Light The Fuse... Sartana Is Coming (1970) Sartana wordt weer gespeeld door Gianni Garko.
- Sartana's Here... Trade You Pistol For A Coffin (1972) George Hilton speelt Sartana,

Hij draagt stoppels, zoals Gianni Garko in de eerste twee Sartana-films deed.
Er zijn meerdere films met "Sartana" in de titel, maar dit heeft niets met de officiële Sartana-films te maken.